# Nowica (Petite-Pologne)
Pour le village de Varmie-Mazurie, voir Nowica (Wilczęta).
Nowica (API : [nɔˈvʲit͡sa] ; en ruthène et en ukrainien : Новиця, Novytsia) est une localité polonaise de la voïvodie de Petite-Pologne et du powiat de Gorlice.